# Фройндшафт (стадион, Франкфурт-на-Одере)
«Фройндшафт» (нем. Stadion der Freundschaft) — муниципальный футбольный стадион, расположенный в немецком городе Франкфурт-на-Одере. С момента открытия в 1953 году является официальным домашним полем для одноимённой местной команды, вмещая 12 000 зрителей.

## Краткий обзор стадиона
Стадион был официально возведен в 1948—1953 годах в ознаменование 700-летия со дня основания города. Первым матчем на стадионе стала товарищеская встреча между франкфуртским «Динамо» и краковской «Гвардией», состоявшаяся 15 июля 1953 года в присутствии 25 000 болельщиков.

## Международные матчи
До объединения Германии на арене прошло два товарищеских матча национальной сборной ГДР. После падения Берлинской стены Немецкий футбольный союз провел на данном стадионе два отборочных матча к чемпионату Европы по футболу среди юношей до 21 года.

## Легкая атлетика
22 сентября 1968 года восточногерманская спортсменка Маргитта Гуммель установила мировой рекорд в толкании ядра (18,87 метра) на стадионе «Фройндшафт».

## Текущие технические показатели
В настоящее время стадион находится в аварийном состоянии. Оригинальные световые прожекторы, а также табло пришлось демонтировать в 2000 году из-за возникшей угрозы для общественной безопасности.